# Judit amb la seva serventa
Judit i la seva donzella (en italià, Giuditta i la sua ancella) és un quadre de la  pintora itàliana Artemisia Gentileschi. Va ser realitzat cap 1618-1619. Es tracta d'una pintura a l'oli sobre llenç, que mesura 114 cm d'alt per 93,5 cm d'ample. Actualment es conserva en la Galeria palatina del Palau Pitti de Florència (Itàlia).

## L'obra
En aquesta tela, de marcada influència de Caravaggio, les dues figures femenines de Judit i d'Abra, la seva donzella, estan representades de prop, amb un enquadrament estret; estan immerses en les ombres, il·luminades per una llum com d'una espelma, que ve de la seva esquerra.
Després d'haver pintat la cruenta Judit i Holofernes, avui al Museu de Capodimonte en Nàpols, Artemisia torna, amb aquest quadre de gran intensitat dramàtica, i de gran saviesa narrativa, a la història de l'heroïna bíblica que mata el general de l'exèrcit enemic.
El llenç mostra l'instant en què les dues dones es preparen per deixar la tenda de Holofernes, amb la por de ser descobertes pels soldats assiris. Obriu sosté, com si fos la bugada, la cistella en què han dipositat el cap tallat d'Holofernes. Judit encara empunya, donant-li suport en la seva esquena, l'espasa amb la qual ha realitzat la seva venjança fa poc; amb l'altra mà, posada amb un gest còmplice sobre l'esquena de la donzella, sembla voler-contenir, com torbada per un rumor exterior.
El quadre es col·loca entre les millors obres de Artemisia Gentileschi. És supèrbia la tensió de la cara de la Judit, marcada per una mirada preocupada que es torna cap a la sortida de la tenda i d'un floc de cabells que s'escapen del seu refinat pentinat. Es posa una cura minuciosa en la representació de l'empunyadura de l'espasa i de les joies que adornen a l'heroïna bíblica, com es troba en tots els seus nombrosos quadres dedicats a la història de Judit. L'ampli turbant d'Abra, recreat amb diverses tonalitats del blanc i del groc, mostren inconfusiblement els signes de l'aprenentatge desenvolupat en el taller del seu pare, Orazio Gentileschi.
La crítica no està segura de la datació del quadre, situant-se versemblantment cap a l'inici de l'estada de Artemisia a Florència. La composició de l'escena presenta una gran semblança amb la Judit i la seva donzella conservada a la Galeria Nacional d'Oslo que alguns historiadors de l'art atribueixen a la mà de Artemisia, mentre que altres ho fan a la del seu pare Orazio.